# Contea di Jefferson (Kentucky)
La contea di Jefferson (in inglese Jefferson County) è una contea dello Stato del Kentucky, negli Stati Uniti. La popolazione al censimento del 2000 era di 693 604 abitanti. Il capoluogo di contea è Louisville.